# São Caitano
São Caitano là một đô thị thuộc bang Pernambuco, Brasil. Đô thị này có diện tích 382,48 km², dân số năm 2007 là 35085 người, mật độ 91,73 người/km².